# 帕特里斯·貝爾尼耶
帕特里斯·貝爾尼耶（法語：Patrice Bernier；1979年9月23日—）是一名加拿大退役足球員，司職中場。

## 生平

### 早年
帕特里斯·貝爾尼耶的父母格拉迪絲和讓都是海地人，1971年從海地移民到加拿大蒙特利爾郊外的寶樂沙。
年少時的貝爾尼耶是足球和冰球雙料運動員。

### 國家隊生涯
1995年，貝爾尼耶入選加拿大U-17男足國少隊，出戰當年在厄瓜多爾舉行的U-17世錦賽，並在對戰阿曼的比賽中為加拿大攻入唯一一顆入球。
2003年11月，貝爾尼耶在迎戰捷克男足的友誼賽上第一次為加拿大男足上陣。2014年9月，貝爾尼耶在迎戰牙買加男足的比賽上第50次為大國家隊上陣。從2006年到2014年，貝爾尼耶為加拿大參加國12場世界盃資格賽。
2017年，連續兩年缺席的貝爾尼耶再次入選加拿大男足大名單，出戰當年的中北美金盃。然而加拿大男足的表現未如理想，在八強賽就被牙買加男足淘汰出局。比賽結束後不久，貝爾尼耶宣佈退役。

## 榮譽
北西兰
- 丹麥盃冠軍：2010、2011

 蒙特利爾衝擊
- 加拿大足球錦標賽冠軍：2013、2014